# 桧博明
桧 博明（ひのき ひろあき、1970年2月8日 - ）は、日本の元お笑い芸人、元構成作家。徳島県出身。身長171cm、体重53kg。かつては吉本興業東京支社に所属していた。現在は、飲食店を経営する実業家。

## 略歴
- 1990年に、東京吉本の吉本バッタモンクラブのオーディション合格によりデビュー。銀座7丁目劇場で活動していた。
- 吉本在籍時は、森下行由とのコンビ「森下・桧（後にバカーチン大臣に改名）」、友野英俊とのユニット「桧・友野」、ピン芸人として活動していた。
- ホワイトボードを使ったネタや漫談が得意。
- かつては松本人志の世話になり、ダウンタウンの出演番組の前説を務めた他、松本と高須光聖のラジオ番組「放送室」でも度々名前が挙がっていた。
- ダウンタウンのごっつええ感じのコント「BOKE BOKE ヒノックン」のモデルとして有名。

## 主な出演番組
- DABO銀（テレビ朝日）
- 爆笑オンエアバトル（NHK総合） 戦績3勝3敗 最高481KB
  - 初出場から一貫してオンエアとオフエアを交互に繰り返すという後の｢坂コロジンクス｣に嵌ってしまった。
- ダウンタウンのガキの使いやあらへんで!!（日本テレビ）
- アシッドダイヤリー
- 笑っていいとも!（フジテレビ）
- 急性吉本炎→慢性吉本炎（TBSテレビ）
- 愛に恋（テレビ埼玉）
- 赤ひげ先生の君にドキドキ
- 貴ちゃんねるず（YouTubeチャンネル）

ほか